# Korbes
Korbes ist ein Drama von Tankred Dorst, das am 4. Juni 1988 unter der Regie von Wilfried Minks im Deutschen Schauspielhaus Hamburg mit Sepp Bierbichler in der Titelrolle uraufgeführt wurde.

## Inhalt
Das Stück spielt im oberfränkischen Zeckendorf, einem Ort östlich von Bamberg. Die Frau von Korbes ist gestorben. Elfriede, eine Nachbarin, kommt ins Haus und setzt sich zu dem Witwer auf den frei gewordenen Platz an den Esstisch. Nach der Mahlzeit soll Elfriede ihm ein frisches Hemd aus dem Schrank suchen. Obwohl die Tote noch in ihrem Bett liegt, bespringt Korbes die Frau von hinten.
Als die Tote dann unter der Erde ist, glaubt Korbes, er sei sie endlich los. Doch sie erscheint im Haus und schaut ihm und Elfriede zu. Korbes kann das Phänomen nur im Suff ertragen. Korbes versucht Elfriede weiterhin zu kommandieren, ohne Erfolg, die Frau gehorcht ihm nicht. Über Nacht erblindet Korbes. Hilflos geworden, eckt er im Hause ständig an. Es ist dem Erblindeten, als ob die Gegenstände zum Angriff auf ihn übergegangen sind. Korbes verkauft sein Fernsehgerät. Als Korbes sich in Bezug auf eine Heirat taub stellt, verlässt die Frau mit ihrem Sohn Armin das Haus.
Korbes Tochter Hannelore findet Vater und Haus verdreckt vor. Obwohl der Blinde sie drangsaliert, bleibt sie weiter bei ihm. Hannelores Ehemann will seine Frau wieder zurück nach Hause holen, aber sie harrt weiter bei ihrem Vater aus. Als Korbes seine Tochter mit dem Blindenstock schlägt, rächt sie sich, indem sie den alten Mann immer wieder mit seinem Stuhl aus der wärmenden Sonne in den Schatten zieht.

## Der Titel
Den Titel hat Tankred Dorst wohl aus dem Grimmschen Märchen Herr Korbes entlehnt. Der Autor hatte zunächst den Arbeitstitel „Finsternis“ gewählt. Wie in Dorsts Stück ist auch der Protagonist des Märchens ein Blinder. Die Brüder Grimm schließen ihr Märchen ab der 6. Auflage mit dem Satz: „Der Herr Korbes muß ein recht böser Mann gewesen sein.“

## Inszenierungen
- 1990, Dortmund. Regie: Guido Huonder.
- 1995, Pfalztheater Kaiserslautern. Regie: Boris von Poser.

## Hörspiel
- 19. November 2008, Deutschlandradio Kultur: Regie: Hans Gerd Krogmann: Korbes

### Ausgaben
- Tankred Dorst: Korbes. Ein Szenarium. Mitarbeit Ursula Ehler. Mit farbigen Zeichnungen von Johannes Grützke. Insel Verlag, Frankfurt am Main 1988. ISBN 3-458-32814-9
- Korbes. Ein Drama. S. 259–296 in Tankred Dorst. Wie im Leben wie im Traum und andere Stücke. Mitarbeit Ursula Ehler. Werkausgabe 5 (Inhalt: Eisenhans.[2] Der verbotene Garten. Ich, Feuerbach. Grindkopf. Korbes. Karlos. Wie im Leben wie im Traum). Nachwort: Georg Hensel. Suhrkamp Verlag, Frankfurt am Main 1990. ISBN 3-518-40217-X

### Sekundärliteratur
- Peter Bekes: Tankred Dorst. Bilder und Dokumente. edition spangenberg, München 1991, ISBN 3-89409-059-6
- Heinz Ludwig Arnold (Hrsg.): text + kritik Heft 145: Tankred Dorst. Richard Boorberg Verlag, München im Januar 2000, ISBN 3-88377-626-2